# José Aníbal de Vasconcelos e Sá Guerreiro Nuno
José Aníbal de Vasconcelos e Sá Guerreiro Nuno (Lisboa, Santos-o-Velho, 9 de Agosto de 1899 - Lobito) foi um governador colonial português.

## Biografia
Filho primogénito varão de José Guerreiro Nuno e de sua mulher (Lisboa, Santos-o-Velho, 6 de Abril de 1896) Maria Augusta de Vasconcelos e Sá (Angra do Heroísmo, Sé, 21 de Novembro de 1875 - Lisboa, Dezembro de 1944), filha de Luís Augusto de Vasconcelos e Sá, filho do 1.º Barão de Albufeira e tio paterno do 1.º Visconde de Silvares, e de sua mulher María José Gomes Algerós.
Na qualidade de Segundo Oficial da Curadoria dos Serviçais e Colonos foi nomeado 47.º Governador Interino da Fortaleza de São João Baptista de Ajudá entre 1942 e 1944 e, na mesma qualidade, novamente, desta vez como Efetivo, 49.º Governador da mesma Fortaleza de São João Baptista de Ajudá em 1946.
Teve uma filha e um filho naturais e casou na Ilha de São Tomé, em São Tomé e Príncipe, a 15 de Julho de 1933 com Alice Mendes Luciano (Vinhais, Rebordelo - ?), da qual teve uma filha e um filho.